# 細野燕台

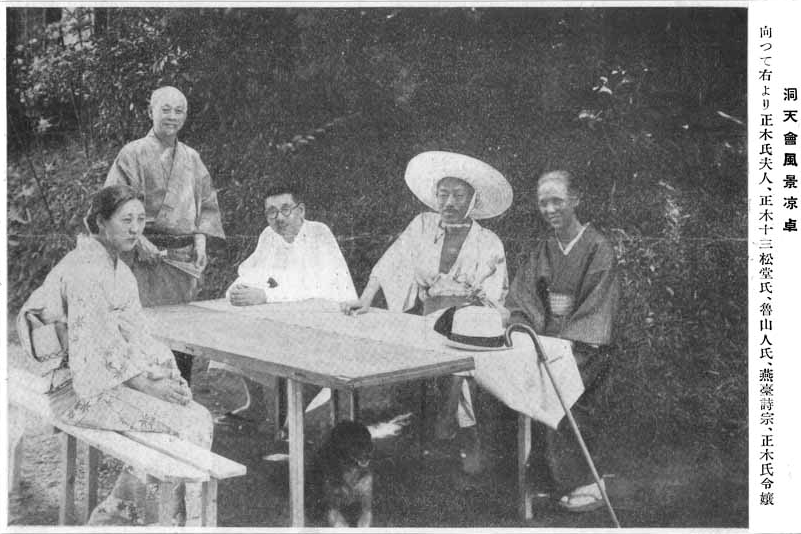
1932年7月31日、星ヶ岡茶寮の夏季催事「洞天会」にて。右から正木直彦夫妻、魯山人、細野燕台（立っている人物）、正木夫妻令嬢

細野 燕台（ほその えんたい、本名：申三（しんぞう）、1872年8月5日（明治5年7月2日） - 1961年9月24日）は、明治から昭和にかけて金沢市や鎌倉市で活動した日本の茶人、書家。「金沢最後の文人」と称され、また北大路魯山人を世に出した人物としても知られる。

## 経歴
金沢市材木町の商家の長男に生まれる。生家は油屋であったが、1885年に酒屋へと商売替えをし、さらに燕台の代となってから、1900年前後に酒屋を廃業してセメント商となり、また中国雑貨を扱う骨董店を開いた。
金沢養成学校〜金沢小学校（後の金沢市立馬場小学校）に学ぶ。当時の同級生には、泉鏡花、徳田秋声、小倉正恒などがいた。実年齢は、秋声が2年、燕台が1年、鏡花より上であったが、二人が落第したため同じ学年になっていた。
十代から、江間萬里に漢詩、和歌、書の手ほどきを受け、二十代で五香屋休哉に師事して漢学を学ぶ。また、書家の北方心泉にも師事した。
1915年、当時無名であった福田大観（後の北大路魯山人）を寄留させ、美食や陶芸について啓発した。
1918年、金沢の骨董界を糾合した金沢美術倶楽部を設立し、設立後は役員となる。
1920年、卯辰山山麓の龍国寺で宮崎友禅斎の墓を発見し、これを機に三越の主催により墓前祭を開催するなどして、加賀友禅への注目が集まった。
1928年、魯山人の求めに応じて星岡茶寮の顧問となり、鎌倉に移り住む。以降、明月谷最明庵と号し、三越の美術部に北陸在住の作家を数多く紹介するなど、「美術プロデューサーの役割を果たし」たとされる。
室生犀星は、1938年に徳田秋声、小杉天外と北鎌倉の自宅に燕台を訪ねた際の様子を雑誌『改造』に「四君子」と題して寄稿した。
燕台は、生涯を通して酒を好み、常時数十本の日本酒を揃えていたと言われる。伊東深水が晩年の燕台を描いた作品に『酔燕台翁』があり、石川県立美術館に所蔵されている。
1989年、篆刻家の北村正枝（南苑）は、燕台の伝記『雅遊人』を出版した。